# Hromovec (szczyt)
Hromovec (894 m) – najwyższy szczyt regionu Spišsko-šarišské medzihorie (podregion Hromoviec) na Słowacji. Wznosi się od wschodniej strony nad miejscowością Šambron. Stoki południowe i zachodnie opadają do doliny potoku Šambronka, z północnych spływa potok Hromovec, południowo-wschodnich Trnkový potok. W kierunku wschodnim od szczytu Hromovca do miejscowości Vislanka ciągnie się długi, wielowierzchołkowy i porośnięty lasem grzbiet.
Przez Hromovec nie prowadzi żaden znakowany szlak turystyczny.